# Fernando Amorsolo
Fernando Amorsolo y Cueto, semplicemente noto come Fernando Amorsolo (Manila, 30 maggio 1892 – Manila, 24 aprile 1972) è stato un pittore filippino, considerato uno dei protagonisti assoluti dello scenario artistico filippino del XX secolo.
Tra i pionieri della pittura nel Paese, assieme a Juan Luna e Fernando Zóbel, Amorsolo fu ritrattista e pittore di paesaggi rurali filippini, particolarmente noto per il suo tocco “artigianale” e la maestria nell'uso della luce e dell'ombra. Nativo del quartiere di Paco, terminò i propri studi presso il Liceo de Manila Art School nel 1909.
Dopo aver viaggiato in diverse città estere nel corso della sua giovinezza, dove fu esposto a tecniche e stili artistici di altri paesi, Amorsolo fece ritorno nella sua madrepatria con lo scopo di realizzare quadri che potessero illustrare al meglio l'identità e i paesaggi nativi. Sia durante che dopo la seconda guerra mondiale, le sue opere rimasero punto di riferimento nel tentativo di restaturare l'identità nazionale filippina, dopo secoli di dominio straniero. Amorsolo rimase attivo per tutto il corso della sua vita, realizzando una media di 10 quadri al mese dagli anni cinquanta sino alla morte avvenuta nel 1972 a causa di una malattia cardiaca. Quattro giorni dopo la sua scomparsa, il Presidente Ferdinand Marcos decise di rendergli omaggio nominandolo primo artista nazionale nel campo delle arti visive, presso il Centro Culturale delle Filippine.